# Sabot (armi)

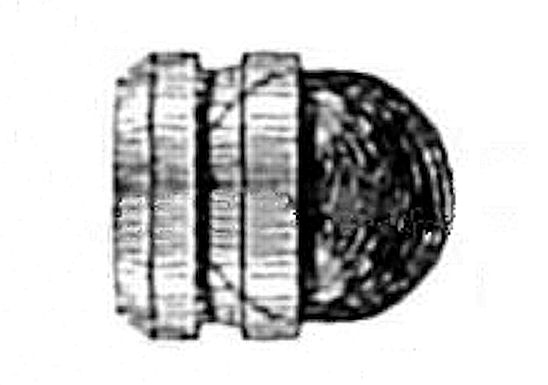
Proiettile con sabot di un Cannone Paixhans del 1824

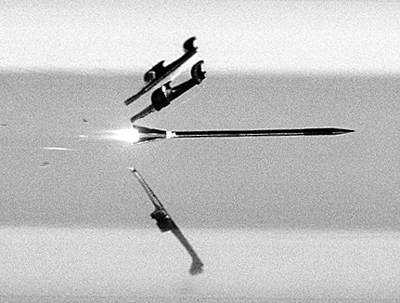
Un APFSDS che si separa dal sabot a fuso in tre pezzi

Proiettile anticarro con un sabot

Un sabot (termine francese per zoccolo di legno) è un dispositivo usato in un'arma da fuoco (portatile o di artiglieria) che permette di sparare un proiettile più piccolo del diametro della canna senza dispersioni di gas propellente, o in caso debba essere tenuto in una posizione precisa.

## Storia
Furono inizialmente usati nei fucili a colpo singolo e a carica sciolta (non unita in una cartuccia) per permettere di sparare proiettili non ideati per quella specifica arma.
Oggi sono usati principalmente in munizioni anti-armatura (soprattutto anticarro) e per fucili a canna liscia. I primi sono dei penetratori a forma di freccia, generalmente in uranio impoverito rinforzato esternamente, per avere una massa d'impatto maggiore a parità di volume, queste sono chiamate APFSDS (Armour-Piercing Fin-Stabilized Discarding Sabot, cioè "proiettile perforante, stabilizzato ad alette, ad abbandono d'involucro). Nei fucili a canna liscia sono usati per tenere insieme le cariche di pallettoni o flèchette (vedi munizioni da fucile a canna liscia).

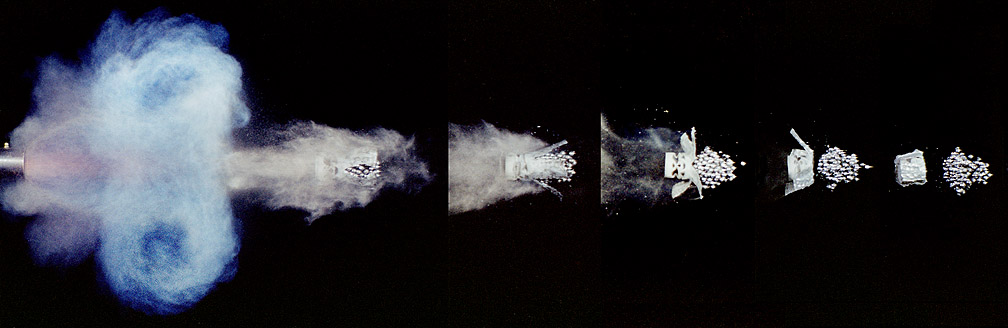
Serie di foto individuali con esposizione di 1/1000000 di secondo che mostrano un fucile che spara pallettoni e sabot a bicchiere espandibile

## Tipi

Tipologie di "sabot":
1. Sabot a bicchiere
2. Sabot a bicchiere espansibile
3. Sabot a base
4. Sabot a fuso
5. Sabot ad anello

### A tazza (bicchiere)
Il più semplice contiene il proiettile entro una forma a cilindro fissa; è anche il tipo più antico.

### A tazza a espansione
Simile alla tazza ma con lati a espansione per facilitare l'uscita del proiettile, usato nei fucili a canna liscia.

### A base libera
Simile alla tazza a espansione, ma con i lati staccati, quindi composto di più pezzi, contro il singolo del tipo a tazza e dunque più costoso, ma con un migliore rendimento.

### A fuso
A forma di clessidra, è la forma più comune sugli APFSDS della NATO, composto di due o tre pezzi.

### Ad anello
Al contrario della forma a fuso, che ha due punti d'appoggio, il tipo ad anello ha un solo punto di appoggio sulla canna, quindi gli alettoni posteriori devono essere più grandi per stabilizzare il proiettile, diminuendo le prestazioni a lunga distanza. Sono generalmente usati su proiettili russi o dell'ex-URSS.